# Peter Chitila
Peter Chitila (ur. 8 września 1971) – zambijski piłkarz grający na pozycji obrońcy.

## Kariera klubowa
W swojej karierze piłkarskiej Chitila grał w takich klubach jak: Power Dynamos i Zanaco FC.

## Kariera reprezentacyjna
W reprezentacji Zambii Chitila zadebiutował w 1997 roku. W 1998 roku Malitoli był w kadrze Zambii na Puchar Narodów Afryki 1998. Wystąpił na nim dwukrotnie: z Marokiem (1:1) i z Egiptem (0:4). W kadrze narodowej grał do 2000 roku.